# 王贵勤
王贵勤（1942年—），天津人，中国人民解放军少将。
1979年7月，任116师副师长。1983年5月，任39军副军长；1986年5月，任黑龙江省军区副司令员。1990年，授中国人民解放军少将。1996年12月任黑龙江省军区司令员。1997年5月，担任辽宁省军区司令员。